# Giulio De Padova
Giulio De Padova (né à Civitanova en 1986) est un pianiste italien de musique classique.

## Biographie
Giulio De Padova étudie le piano depuis l'âge de 8 ans et obtient son diplôme avec des honneurs et mention cum laude au Conservatoire Pergolesi de Fermo, avec le maître Enrico Belli. Plus tard, il reçoit des classes magistrales de À. Jasinskij, P. Rattalino et L. Berman. Il assiste aussi à des cours de perfectionnement par Giorgia Tomassi, Lukas Vondracek, Anti Siirala, Paul Lewis, Laissent Lazic, Fredrik Ullén, Cristina Ortiz, Tamara Stefanovich, Pierre Laurent Aimard, Enrico Pace et Benedetto Lupo. En 2009, il fréquente l'École de Francfort-sur-le-Main, sous la direction de Catherine Vickers. En 2014 il poursuit ses études avec Mario Coppola.
Son répertoire comprend des œuvres de Beethoven, Chopin, Liszt, Rachmaninov et Skriabin.

## Prix
- Premier Prix du Concours International de Piano « Ville de Vigo », Vigo, Espagne.
- Premier Prix au Concours National de Piano « Maria Pia Ausolani Napolitano, Naples, Italie.
- Prix « Anna Maria De Vita », Battipaglia.
- Prix « Hyperion – Sonja Pahor », Ciampino.
- Premier Prix au « Amalfi Coast International Award », Vietri sul Mare.
- Premier Prix du XVIII Concours « Pietro Argento », en 2015[1].
- Premier Prix au Concours International Gaetano Zinetti, Sanguinetto, Vérone, en 2016[1],[2].
- Premier Prix à la VII Coppa Pianisti (coupe des pianistes) d'Italie, en 2017[3]
- Premier Prix au « Golden Award of Music » de New-York[1].
- Premier Prix au Concours « George et Aurora Giovannini », Reggio Emilia, en 2017[1].
- Premier Prix (partagé) au XXXVIe Concours international de piano Delia Steinberg, Madrid, Espagne, le 28 avril 2017[1],[4].
- Prix du Public « Silvio Bengalli » et « Enrica Prati », au Concours International Val Tidone, le 18 juin 2017[1].